# Жабляно
Жа́бляно (болг. Жабляно) — село в Перницькій області Болгарії. Входить до складу общини Земен.

## Населення
За даними перепису населення 2011 року у селі проживали 108 осіб, з них 106 осіб (99,1%) — болгари.
Розподіл населення за віком у 2011 році:
Динаміка населення: